# Kanton Amiens-6 (Sud)
Der Kanton Amiens-6 (Sud) war von 1973 bis 2015 ein französischer Wahlkreis im Arrondissement Amiens, im Département Somme und in der Region Picardie. Der Kanton lag im Mittel 32 m hoch, zwischen 14 m und 106 m. Er bestand aus einem Teil der Stadt Amiens.